# Munger (Stadt)

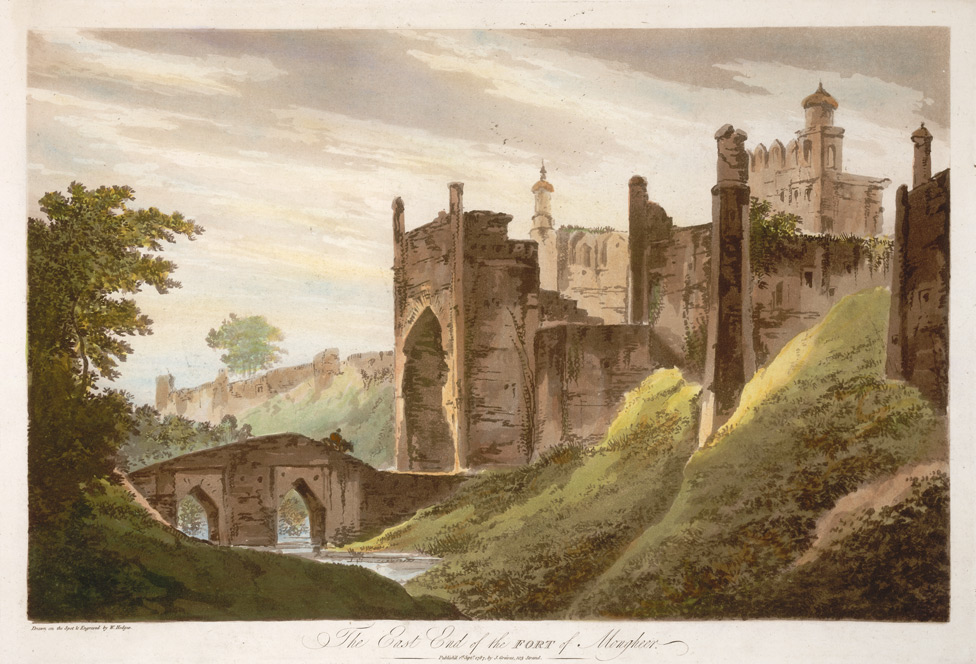
Munger Fort (1787)

Munger (Hindi मुंगेर und bengalisch মুঙ্গের Muṅger) ist eine Großstadt (Municipal Corporation) mit etwa 250.000 Einwohnern im indischen Bundesstaat Bihar. Sie gehört zu den ältesten Städten des Staates Bihar.

## Lage und Klima
Die Stadt Munger liegt auf dem Südufer des Ganges ca. 180 km (Fahrtstrecke) östlich der Millionenstadt Patna in einer Höhe von ca. 45 m. Das Klima ist warm bis heiß; Regen (ca. 1060 mm/Jahr) fällt nahezu ausschließlich während der sommerlichen Monsunzeit.

## Bevölkerung
| Jahr      | 1991    | 2001    | 2011    |
| Einwohner | 150.112 | 188.050 | 213.303 |

Etwa 81 % der Einwohner sind Hindus und ca. 18,5 % sind Moslems; die übrigen Religionsgemeinschaften (Jains, Sikhs, Buddhisten und Christen) bilden kleine Minderheiten. Wie bei Volkszählungen im Norden Indiens üblich ist der männliche Bevölkerungsteil zahlenmäßig um ca. 14 % höher als der weibliche.

## Wirtschaft
Munger gehört zu den bedeutendsten Produktionsstandorten der Region für die Schwerindustrie (Eisenbahnen, Waffen); traditionell spielt natürlich auch die auf Bewässerung angewiesene Landwirtschaft (Tabak und Milchprodukte) eine bedeutende Rolle. Daneben ist die Stadt bekannt für die im Jahr 1964 gegründete (Bihar School of Yoga).

## Geschichte
Obwohl einige wenige Zeugnisse auf eine frühe Besiedlung hinweisen, wurde Munger (alter Name Monghyr) wahrscheinlich erst in der Zeit des Sultanats von Delhi (13. Jahrhundert) ausgebaut oder neugegründet; im 17. Jahrhundert stand hier eine imposante Palastfestung. In der Phase des Zusammenbruchs des Mogulreiches wurde die Stadt von den Marathen geplündert und teilweise zerstört (1744). In der zweiten Hälfte des 18. Jahrhunderts kam die Stadt zunächst unter die Oberhoheit des Nawabs von Bengalen, später dann unter britische Herrschaft.

## Sehenswürdigkeiten
Im Bereich des weitgehend zerstörten Forts stehen noch 3 Mausoleen aus islamischer Zeit.